# Smithville, Missouri
Smithville är en ort i Clay County, och Platte County i Missouri. Vid 2020 års folkräkning hade Smithville 10 406 invånare.